# District de Nagaon
Le district de Nagaon (assamais : নগাঁও জিলা) est une zone administrative de l’état d’Assam en Inde.

## Géographie
Le centre administratif du district est situé à Nagaon. 
Le district s’étend sur une superficie de 3 973 km2 et sa population atteint en 2011 2 823 768 personnes.
Il est bordé au nord par le Brahmapoutre.

## Découpage administratif
En 2008, il est découpé en trois subdivisions :
- La subdivision de Kaliabar au nord est
- La subdivision de Nagaon au centre ouest
- La subdivision de Hojai au sud

## Sites touristiques
- Le parc national de Kaziranga, d’une surface de 175 km2[3] ;
- Bordowa, site de naissance de l’artiste et fondateur de la Vaishnava, Srimanta Sankardeva. Un petit musée se trouve dans le Sattras de Narowa ;
- Samaguri Bill ou Pokhi Tirtha zone d’hivernage d’une grande quantité d’oiseaux ;
- Le Laokhowa Wildlife Sanctuary d’une superficie de 70 km2, à 25 km de Nagaon. Il abrite des rhinocéros indiens, des tigres du Bengale, des léopards, des buffles d'eau, des sangliers, divers cervidés, de petit félins, des reptiles dont des varans et de nombreux oiseaux.
- Les chutes de Champawati Kunda Champawati Kunda, sur le Chapanala ;
- La ville historique de Kaliabor, à 48 kilomètres à l’est de Nagaon, était la capitale des Barphukans durant la période du royaume d’Ahom, mais aussi un lieu de bataille ou les armées musulmanes et hindoues se sont affrontés ;
- Silghat à 50 km de Nagaon, pour son port pittoresque sur le Brahmapoutre, et ses temples, dont le temple de Kamakhya ;
- La ville de Hojai, avec son marché et son centre de fabrication de parfum ;
- La ville de Jugijan, avec ses ruines de temple et de fort ;
- La ville de Doboka, à 34 kilomètres au sud-est de Nagaon, siège du royaume de Doboka, avec la chute d’eau d’Akashiganga.